# Érábrány község
Érábrány község (románul: Comuna Abram) község Bihar megyében, Romániában. Központja Érábrány, beosztott falvai Berettyókohány, Dizsér, Lüki, Szunyogd, Széltalló, Újbártfalva, Újlüki.

## Népessége
A 2011-es népszámlálás adatai alapján a község népessége 2808 fő volt.